# Accordo Sazonov-Paléologue
L'accordo Sazonov-Paléologue fu un accordo del 26 aprile 1916 firmato durante il primo anniversario del trattato di Londra dal Ministro degli esteri russo Sergej Dmitrievič Sazonov e dall'ambasciatore francese in Russia Maurice Paléologue che prevedeva la cessione dell'Armenia occidentale alla Russia. Il trattato influenzale da parte della Russia sull'Armenia occidentale fu dato in cambio dell'consenso russo all'accordo Sykes-Picot.
Alla Russia vennero assegnati i vilayet di Erzurum, Trebisonda, Bitlis e Van; la maggior parte dei quali sottoposti all'occupazione russa quando venne ratificato l'accordo.